# Robert Ashby
Robert Ashby (* 1940 in London; † 7. Februar 2019 ebenda) war ein britischer Schriftsteller und Schauspieler.

## Leben
Robert Ashby wurde 1940 in London als Sohn des ostpakistanischen Politikers Huseyn Shaheed Suhrawardy und der russisch-polnischen Schauspielerin Vera Alexandrovna Tiscenko Calder geboren. Er besuchte die Charterhouse School und die University of Oxford. Er besuchte die Royal Academy of Dramatic Art in London und trat später der Royal Shakespeare Company bei. Auf der Leinwand war er bekannt für seine Darstellung von Jawaharlal Nehru in dem Film Jinnah (1998) und des Bösewichts Borad aus Doctor Who-Folge Timelash (1985). 
In der Politik engagierte sich Ashby sehr für die Menschen in Bangladesch. Während Hussain Shaheed Suhrawardys Tochter Begum Akhtar Suleiman während des Krieges von 1971 das Regime von Yahya Khan unterstützte, trat Robert Ashby in London lautstark für die Sache Bangladeschs ein. Ein Freund beschrieb dies in einem Nachruf als „Patriotismus par excellence“. Infolgedessen hatte er ein gespanntes Verhältnis zu seinen Schwestern und anderen Verwandten, die für ein vereintes Pakistan waren. Er wurde eingeladen, in Bangladesch in die Politik einzusteigen, lehnte jedoch mit Verweis auf seine Sprachprobleme und der Bemerkung ab, er sei „nicht so großartig wie sein Vater“. 1996 leitete er jedoch den Wahlausschuss der Awami League. Premierministerin Sheikh Hasina drückte über die Nachricht seines Todes ihren „tiefen Schock und ihre Trauer“ aus.

## Filmografie
- 1976: Centre Play
- 1977: Die Abenteuer des Joseph Andrews
- 1977: Die Onedin-Linie
- 1978: A Soft Touch
- 1978: Everyman
- 1979: The Life of Henry the Fifth
- 1979: The BBC Television Shakespeare
- 1980: Die Profis
- 1980: Play for Today
- 1980: Juliet Bravo
- 1981: Prisoners of Conscience
- 1981: The Borgias
- 1984: Pericles, Prince of Tyre
- 1985: By the Sword Divided
- 1985: Doctor Who:
  - Timelash: Part One
  - Timelash: Part Two
- 1985: Howards’ Way
- 1986: Lovejoy
- 1987: Schock-Therapie
- 1988: Gentlemen and Players
- 1988: EastEnders
- 1989: Countdown to War
- 1990: Ein Kartenhaus
- 1992–1994: Our World, Their World (Produktion und Drehbuch)
- 1993: The Bill
- 1995: Dressing for Breakfast
- 1996: Vol-au-vent
- 1995–1998: Kavannagh QC
- 1998: Jinnach
- 2005: Library Manjnu
- 2006: Silent Witness
- 2008: Chemical Wedding
- 2009: Ceville, Englische Synchronisation
- 2009: The Queen
- 2010: Fractions of Hell
- 2010, 2011: Rosamunde Pilcher:
  - 2010: Wenn das Herz zerbricht
  - 2011: Der gestohlene Sommer
- 2013: Legacy
- 2014: God the Father
- 2015: Undercover
- 2015: Legend
- 2016: Tomorrow, When the War Began